# Орнек (Иссык-Кульская область)
Орнек (кирг. Өрнөк) — село в Иссык-Кульском районе Иссык-Кульской области Кыргызстана. Входит в состав Чон-Сары-Ойского аильного округа. Код СОАТЕ — 41702 215 855 03 0.

## Население
По данным переписи 2009 года, в селе проживало 1099 человек.